# Юссі Яаскеляйнен
Юссі Яаскеляйнен (фін. Jussi Jääskeläinen, нар. 19 квітня 1975, Міккелі) — фінський футболіст, воротар клубу «Віган Атлетік».

## Клубна кар'єра
У дорослому футболі дебютував 1994 року виступами за команду клубу «Міккелін Паллоліят», в якій провів один сезон, взявши участь у 64 матчах чемпіонату.
Протягом 1996–1997 років захищав кольори команди клубу «ВПС».

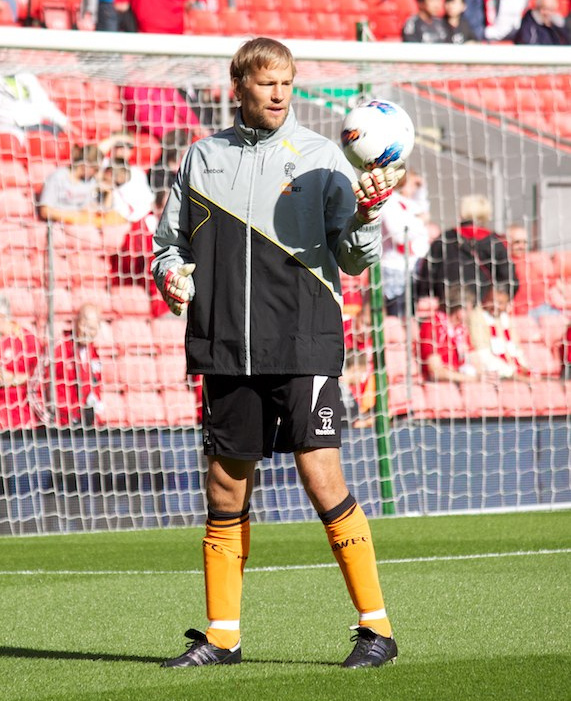
Юссі Яаскеляйнен під час виступів за «Болтон Вондерерз». 27 серпня 2011 року.

Своєю грою за останню команду привернув увагу представників тренерського штабу клубу «Болтон Вондерерз», до складу якого приєднався 1997 року. Відіграв за клуб з Болтона наступні п'ятнадцять сезонів своєї ігрової кар'єри. Більшість часу, проведеного у складі «Болтона», був основним голкіпером команди. У сезоні 2005/06 «Болтон» вперше у своїй історії взяв участь у міжнародному футбольному турнірі під егідою УЄФА і дійшов до 1/16 фіналу Кубка УЄФА, поступившись марсельському «Олімпіку». Після цього Юссі Яаскеляйнен був визнаний гравцем року в команді «Болтон Вондерерз».
В кінці сезону 2011/12 «Болтон» вилетів з Прем'єр-ліги і Яаскеляйнен відхилив новий контракт на два роки, закінчивши свою 15-річну співпрацю з клубом. За цей час він провів 530 матчів у всіх змаганнях, ставши третім гравцем команді в історії за кількістю проведених ігор.
13 червня 2012 року підписав контракт з «Вест Гем Юнайтед», де спочатку був основним воротарем, проте в січні 2014 року програв конкуренцію за місце у воротах Адріану і в подальшому на поле майже не виходив.
11 серпня 2015 року на правах вільного агента підписав контракт з клубом «Віган Атлетік», що виступав у Першій лізі. Відтоді встиг відіграти за клуб з Вігана 34 матчі в національному чемпіонаті.

## Виступи за збірну
25 березня 1998 року дебютував в офіційних матчах у складі національної збірної Фінляндії у грі проти збірної Мальти (2:0). Довгий час Яаскеляйнен був другим воротарем збірної, після Антті Ніємі, однак, коли в 2005 році Ніємі завершив свою кар'єру в збірній, Юссі став першим воротарем.
29 жовтня 2009 року Яаскеляйнен оголосив про завершення виступів за збірну, зігравши загалом 55 матчів за збірну своєї країни. Пояснюючи своє рішення Юссі заявив, що він сподівається, що це дозволить йому продовжити свою клубну кар'єру. Тим не менш, 6 жовтня 2010 року Яаскеляйнен оголосив про своє повернення в збірну в матчі проти Угорщини, позаяк основний воротар Отто Фредріксон не зміг зіграти через отриману травму, але підтвердив, що це було лише разове повернення до лав збірної. В підсумку всього Яаскеляйнен провів у формі головної команди країни 56 матчів.

## Статистика виступів

### Статистика клубних виступів
| Сезон                        | Команда                      | Чемпіонат                    | Чемпіонат | Чемпіонат  | Національний кубок | Національний кубок | Національний кубок | Континентальні кубки | Континентальні кубки | Континентальні кубки | Інші змагання | Інші змагання | Інші змагання | Усього | Усього |
| Сезон                        | Команда                      | Ліга                         | Ігор      | Голів      | Ліга               | Ігор               | Голів              | Ліга                 | Ігор                 | Голів                | Ліга          | Ігор          | Голів         | Ігор   | Голів  |
| ---------------------------- | ---------------------------- | ---------------------------- | --------- | ---------- | ------------------ | ------------------ | ------------------ | -------------------- | -------------------- | -------------------- | ------------- | ------------- | ------------- | ------ | ------ |
| 1996                         | «ВПС»                        | ВЛ                           | 22+5      | – + -5     | КФ+КЛ              | 0                  | -0                 | -                    | -                    | -                    | -             | -             | -             | 27     | -25    |
| 1997                         | «ВПС»                        | ВЛ                           | 27        | –          | КФ+КЛ              | 0                  | -0                 | -                    | -                    | -                    | -             | -             | -             | 27     | –      |
| Усього за «ВПС»              | Усього за «ВПС»              | Усього за «ВПС»              | 49+5      | -40 + -5   |                    | 0                  | -0                 |                      | -                    | -                    |               | -             | -             | 54     | -45    |
| 1997–98                      | «Болтон Вондерерз»           | ПЛ                           | 0         | -0         | КА+КЛ              | 0                  | -0                 | -                    | -                    | -                    | -             | -             | -             | 0      | -0     |
| 1998–99                      | «Болтон Вондерерз»           | 1Д (ІІ)                      | 34        | -42        | КА+КЛ              | 1+5                | -2 + -5            | -                    | -                    | -                    | -             | -             | -             | 40     | -49    |
| 1999–00                      | «Болтон Вондерерз»           | 1Д (ІІ)                      | 34+2      | -36 + -7   | КА+КЛ              | 3+2                | -1 + -1            | -                    | -                    | -                    | -             | -             | -             | 41     | -45    |
| 2000–01                      | «Болтон Вондерерз»           | 1Д (ІІ)                      | 27        | -21        | КА+КЛ              | 0                  | -0                 | -                    | -                    | -                    | -             | -             | -             | 27     | -21    |
| 2001–02                      | «Болтон Вондерерз»           | ПЛ                           | 34        | -48        | КА+КЛ              | 1+3                | -4 + -8            | -                    | -                    | -                    | -             | -             | -             | 38     | -60    |
| 2002–03                      | «Болтон Вондерерз»           | ПЛ                           | 38        | -51        | КА+КЛ              | 0                  | -0                 | -                    | -                    | -                    | -             | -             | -             | 38     | -51    |
| 2003–04                      | «Болтон Вондерерз»           | ПЛ                           | 38        | -56        | КА+КЛ              | 0+3                | -6                 | -                    | -                    | -                    | -             | -             | -             | 41     | -62    |
| 2004–05                      | «Болтон Вондерерз»           | ПЛ                           | 36        | -40        | КА+КЛ              | 4+0                | -2                 | -                    | -                    | -                    | -             | -             | -             | 40     | -42    |
| 2005–06                      | «Болтон Вондерерз»           | ПЛ                           | 38        | -41        | КА+КЛ              | 3+2                | -2 + -3            | КУЄФА                | 5                    | -4                   | -             | -             | -             | 48     | -50    |
| 2006–07                      | «Болтон Вондерерз»           | ПЛ                           | 38        | -52        | КА+КЛ              | 2+0                | -4                 | -                    | -                    | -                    | -             | -             | -             | 40     | -56    |
| 2007–08                      | «Болтон Вондерерз»           | ПЛ                           | 28        | -42        | КА+КЛ              | 0+1                | -1                 | КУЄФА                | 6                    | -3                   | -             | -             | -             | 35     | -46    |
| 2008–09                      | «Болтон Вондерерз»           | ПЛ                           | 38        | -53        | КА+КЛ              | 1+1                | -2 + -2            | -                    | -                    | -                    | -             | -             | -             | 40     | -57    |
| 2009–10                      | «Болтон Вондерерз»           | ПЛ                           | 38        | -67        | КА+КЛ              | 3+2                | -5 + -1            | -                    | -                    | -                    | -             | -             | -             | 43     | -73    |
| 2010–11                      | «Болтон Вондерерз»           | ПЛ                           | 35        | -49        | КА+КЛ              | 3+0                | -7                 | -                    | -                    | -                    | -             | -             | -             | 38     | -56    |
| 2011–12                      | «Болтон Вондерерз»           | ПЛ                           | 18        | -37        | КА+КЛ              | 0                  | -0                 | -                    | -                    | -                    | -             | -             | -             | 18     | -37    |
| Усього за «Болтон Вондерерз» | Усього за «Болтон Вондерерз» | Усього за «Болтон Вондерерз» | 474+2     | -635 + -7  |                    | 40                 | -56                |                      | 11                   | -7                   |               | -             | -             | 527    | -705   |
| 2012–13                      | «Вест Гем Юнайтед»           | ПЛ                           | 38        | -53        | КА+КЛ              | 2+0                | -3                 | -                    | -                    | -                    | -             | -             | -             | 40     | -56    |
| 2013–14                      | «Вест Гем Юнайтед»           | ПЛ                           | 18        | -24        | КА+КЛ              | 0+1                | -3                 | -                    | -                    | -                    | -             | -             | -             | 19     | -27    |
| 2014–15                      | «Вест Гем Юнайтед»           | ПЛ                           | 1         | -0         | КА+КЛ              | 0+1                | -1                 | -                    | -                    | -                    | -             | -             | -             | 2      | -1     |
| Усього за «Вест Гем Юнайтед» | Усього за «Вест Гем Юнайтед» | Усього за «Вест Гем Юнайтед» | 57        | -77        |                    | 4                  | -7                 |                      | -                    | -                    |               | -             | -             | 61     | -84    |
| 2015–16                      | «Віган Атлетік»              | ФЛ1 (ІІІ)                    | 20        | -16        | КА+КЛ              | 0                  | -0                 | -                    | -                    | -                    | ТФЛ           | 3             | -4            | 23     | –      |
| Усього за кар'єру            | Усього за кар'єру            | Усього за кар'єру            | 600+7     | -768 + -12 |                    | 44                 | -63                |                      | 11                   | -7                   |               | 3             | -4            | 665    | -854   |

## Титули і досягнення
- Футболіст року в Фінляндії :2007